# Justice Dreischor
Justice Dreischor (* 20. Januar 1998) ist ein Leichtathlet aus Aruba, der sich auf den Mittelstreckenlauf spezialisiert hat.

## Sportliche Laufbahn
Erste Erfahrungen bei internationalen Meisterschaften sammelte Justice Dreischor im Jahr 2015, als er bei den Jugendweltmeisterschaften in Cali in der ersten Runde im 1500-Meter-Lauf disqualifiziert wurde. Anschließend schied er bei den NACAC-Meisterschaften in San José mit 2:01,63 min im Vorlauf über 800 Meter aus und belegte in 4:19,01 min den sechsten Platz. Im Jahr darauf gelangte er bei den CARIFTA Games in St. George’s mit 1:57,57 min auf Rang sechs im 800-Meter-Lauf in der U20-Altersklasse und schied anschließend bei den U20-Weltmeisterschaften in Bydgoszcz mit 1:57,74 min in der ersten Runde aus. 2023 startete er dank einer Wildcard über 800 Meter bei den Weltmeisterschaften in Budapest und kam dort mit 1:59,56 min nicht über den Vorlauf hinaus.

## Persönliche Bestleistungen
- 800 Meter: 1:56,42 min, 12. Mai 2023 in Utrecht
  - 800 Meter (Halle): 1;56,56 min, 29. Februar 2020 in Apeldoorn (Landesrekord)
- 1500 Meter: 4:19,01 min, 8. August 2015 in San José